# Список Героев Социалистического Труда (Мкртычян — Мощенков)
Эта страница является частью списка Героев Социалистического Труда и перечисляет в алфавитном порядке лиц, удостоенных звания Героя Социалистического Труда, чьи фамилии начинаются с буквы «М», от Мкртычян до Мощенков.
- Список не включает дважды и трижды Героев Социалистического Труда, а также лиц, лишённых этого звания.
- Список содержит информацию о датах жизни, роде деятельности и дате присвоения звания Героя.
- Герои, удостоенные звания посмертно, выделены в списке  серым цветом .
- Герои, сменившие фамилию после присвоения звания, приводятся в списках дважды, при этом строка с новой фамилией выделяется  бежевым цветом  и не имеет номера.

## Список людей, фамилии которых начинаются с «М»
| Навигационная таблица | Навигационная таблица |
| --------------------- | --------------------- |
| «М»                   | Маады — Макушев       |
| «М»                   | Малай — Манякин       |
| «М»                   | Мараев — Маяцкий      |
| «М»                   | Мгеладзе — Мжавия     |
| «М»                   | Мигаев — Мищихин      |
| «М»                   | Мкртычян — Мощенков   |
| «М»                   | Мравинский — Мячин    |

| №          | Фамилия, имя, отчество             | Даты жизни              | Деятельность | Дата присвоения | ГС         |
| ---------- | ---------------------------------- | ----------------------- | --- | --------------- | ---------- |
| 1          | Мкртычян Оганес Магоевич           | 1923 — ????             | Старший конюх колхоза имени Сталина Тетрицкаройского района Грузинской ССР | 11.08.1949      | [ ГС 1 ]   |
| 2          | Мкртычян Самвел Шамирович          | 23.02.1910 — 08.08.1983 | Бригадир виноградарского совхоза имени Берия Министерства пищевой промышленности СССР, Азербайджанская ССР | 04.09.1950      |            |
| 2.000001   | Мкртычянц Эрика Минасовна          | 14.01.1929 — 20.03.2016 | Звеньевая колхоза «Кармир ранчпар» Иджеванского района Армянской ССР | 14.06.1950      | [ ГС 2 ]   |
| 3          | Млодецкий Константин Станиславович | 1907—1968               | Начальник шахты № 5-бис «Трудовская» треста «Сталинуголь» Министерства угольной промышленности Украинской ССР, Сталинская область                                                                                         | 26.04.1957      | [ ГС 3 ]   |
| 4          | Мнацаканян Агван Арсенович         | 1924 — ????             | Бригадир совхоза «Наири» Октемберянского района Армянской ССР | 30.04.1966      | [ ГС 4 ]   |
| 5          | Мнацаканян Цакан Вердиевич         | 1884 — ????             | Звеньевой виноградарского совхоза имени Низами Министерства пищевой промышленности СССР, Азербайджанская ССР | 04.09.1950      |            |
| 6          | Мнджоян Арменак Левонович          | 23.11.1904 — 20.02.1970 | Директор Института тонкой органической химии Академии наук Армянской ССР, академик АН Армянской ССР, гор. Ереван | 13.03.1969      | [ ГС 5 ]   |
| 7          | Мовмыга Наум Денисович             | 1910 — ????             | Бригадир колхоза имени Чапаева Купянского района Харьковской области | 16.02.1948      | [ ГС 6 ]   |
| 8          | Мовсесян Гарегин Сираканович       | 1909 — ????             | Звеньевой колхоза имени Джапаридзе Басаргечарского района Армянской ССР | 16.04.1949      | [ ГС 7 ]   |
| 9          | Мовсесян Степан Сарибекович        | 1915 — ????             | Заведующий коневодческой фермой колхоза имени Сталина Тетрицкаройского района Грузинской ССР | 11.08.1949      | [ ГС 8 ]   |
| 10         | Мовсисян Роланд Пайлакович         | 1925—1993               | Слесарь Армянского электромашиностроительного завода имени В.И. Ленина Министерства электротехнической промышленности СССР, гор. Ереван                                                                                   | 08.08.1966      | [ ГС 9 ]   |
| 11         | Мовчан Галина Макаровна            | род. 1932               | Главный агроном колхоза имени Кутузова Килийского района Одесской области | 22.12.1977      | [ ГС 10 ]  |
| 12         | Мовчан Григорий Васильевич         | 08.12.1928 — ????       | Бригадир проходчиков шахтостроительного управления № 12 треста «Красноармейскшахтострой», Донецкая область | 11.08.1966      | [ ГС 11 ]  |
| 13         | Мовчан Иван Маркович               | 15.08.1915 — 05.05.1985 | Председатель колхоза «Червона зирка» Хорольского района Полтавской области | 08.12.1973      | [ ГС 12 ]  |
| 14         | Могилевцев Иван Георгиевич         | 26.09.1908 — 15.03.1964 | Старший мастер мартеновского цеха Кузнецкого металлургического комбината Кемеровского совнархоза | 19.07.1958      | [ ГС 13 ]  |
| 15         | Могилёвцев Иван Иванович           | 04.05.1922 — ????       | Машинист вращающихся печей Кричевского цементно-шиферного комбината Белорусского совнархоза, Могилёвская область | 09.08.1958      | [ ГС 14 ]  |
| 16         | Могилко Иван Сергеевич             | 1928—1992               | Тракторист совхоза «Севастопольский» Урицкого района Кустанайской области | 19.04.1967      | [ ГС 15 ]  |
| 17         | Могрычёв Александр Иванович        | 22.01.1925 — 06.12.1986 | Бригадир вальцовщиков завода «Красная Этна» Министерства автомобильной промышленности СССР, гор. Горький | 22.08.1966      | [ ГС 16 ]  |
| 18         | Могутов Григорий Александрович     | 18.01.1913 — 17.06.1986 | Старший мастер по добыче рыбы рыболовного траулера «Беломорск» Управления тралового флота, Архангельская область | 13.04.1963      | [ ГС 17 ]  |
| 19         | Могутов Иван Яковлевич             | 24.09.1915 — 29.06.1998 | Бригадир электролизников Волховского алюминиевого завода имени С. М. Кирова Ленинградского совнархоза | 09.06.1961      | [ ГС 18 ]  |
| 20         | Модебадзе Шота Габриелович         | 15.11.1929 — 12.1985    | Бригадир комплексной бригады стройуправления «Жилстрой» треста «Закметаллургстрой», Грузинская ССР | 02.04.1966      | [ ГС 19 ]  |
| 21         | Модестов Владимир Александрович    | 27.12.1929 — 28.05.2004 | Ведущий конструктор, заместитель начальника конструкторского бюро ОКБ-52 Государственного комитета по авиационной технике СССР, Московская область                                                                        | 28.04.1963      | [ ГС 20 ]  |
| 22         | Модин Эммануил Натанович           | 08.10.1905 — 24.12.1983 | Директор совхоза «Любанский» Любанского района Минской области | 30.04.1966      | [ ГС 21 ]  |
| 23         | Можайский Александр Сергеевич      | 09.01.1922 — 28.04.2012 | Начальник 2-го Куйбышевского монтажного управления треста «Нефтехиммонтаж» Министерства монтажных и специальных строительных работ СССР, Куйбышевская область                                                             | 07.05.1971      | [ ГС 22 ]  |
| 24         | Можарова Матрёна Григорьевна       | 05.04.1913 — 19.12.2003 | Телятница колхоза имени Ленина Кирсановского района Тамбовской области | 22.03.1966      | [ ГС 23 ]  |
| 25         | Можейко Адольф Николаевич          | 20.04.1928 — 26.02.1993 | Бригадир тракторной бригады Элейской МТС Елгавского района Латвийской ССР | 15.02.1958      | [ ГС 24 ]  |
| 26         | Мозговой Александр Иванович        | 15.04.1931 — 11.12.1997 | Председатель колхоза имени Карла Маркса Корочанского района Белгородской области | 10.09.1990      | [ ГС 25 ]  |
| 27         | Мозговой Василий Федотович         | род. 02.02.1929         | Машинист горного комбайна шахты имени К. А. Румянцева треста «Калининуголь» комбината «Артёмуголь» Министерства угольной промышленности Украинской ССР, Донецкая область                                                  | 29.06.1966      | [ ГС 26 ]  |
| 28         | Мозжерин Пётр Васильевич           | 12.07.1935 — 27.09.2013 | Кузнец-штамповщик Челябинского тракторного завода имени В. И. Ленина производственного объединения «Челябинский тракторный завод имени В. И. Ленина» Министерства тракторного и сельскохозяйственного машиностроения СССР | 31.05.1983      | [ ГС 27 ]  |
| 29         | Мозжорин Юрий Александрович        | 28.12.1920 — 15.05.1998 | Заместитель начальника научно-исследовательского института № 4 Министерства обороны СССР, генерал-майор-инженер, Московская область                                                                                       | 17.06.1961      | [ ГС 28 ]  |
| 30         | Мозоль Любовь Тихоновна            | 27.11.1923 — 31.01.2007 | Доярка колхоза «Оснежицкий» Пинского района Брестской области | 08.04.1971      | [ ГС 29 ]  |
| 31         | Моисеев Василий Александрович      | 05.11.1923 — 16.10.1994 | Машинист котла ТЭЦ № 20 Мосэнерго Министерства энергетики и электрификации СССР, гор. Москва | 04.10.1966      |            |
| 32         | Моисеев Виктор Михайлович          | 07.03.1916 — 25.02.1979 | Старший машинист локомотивного депо Ожерелье Московско-Курско-Донбасской железной дороги, Московская область | 01.08.1959      | [ ГС 30 ]  |
| 33         | Моисеев Геннадий Васильевич        | 17.06.1937 — 09.09.2011 | Бригадир проходчиков шахтостроительного управления № 1 комбината «Печоршахтострой», гор. Воркуты, Коми АССР | 11.08.1966      | [ ГС 31 ]  |
| 34         | Моисеев Игорь Александрович        | 21.01.1906 — 02.11.2007 | Художественный руководитель Государственного академического ансамбля народного танца, народный артист СССР, гор. Москва                                                                                                   | 20.01.1976      | [ ГС 32 ]  |
| 35         | Моисеев Илья Иванович              | 29.07.1926 — 25.10.1996 | Директор конторы бурения № 2 Заволжского геологоразведочного треста объединения «Саратовнефтегаз» Министерства нефтедобывающей промышленности СССР, гор. Саратов                                                          | 23.05.1966      | [ ГС 33 ]  |
| 36         | Моисеев Николай Фёдорович          | 19.12.1911 — 02.02.1982 | Бригадир колхоза «МОПР» Николо-Черемшанского района Ульяновской области | 27.02.1948      | [ ГС 34 ]  |
| 37         | Моисеенко Анна Антоновна           | 1903 — ????             | Звеньевая колхоза «Красный сучанец» Будённовского района Приморского края | 23.06.1950      | [ ГС 35 ]  |
| 38         | Моисеенко Григорий Петрович        | 22.04.1912 — 19.03.1986 | Командир мостовой роты 15-го отдельного восстановительного железнодорожного батальона 29-й отдельной железнодорожной бригады, капитан                                                                                     | 05.11.1943      | [ ГС 36 ]  |
| 39         | Моисеенко Евсей Евсеевич           | 28.08.1916 — 29.11.1988 | Художник, педагог, живописец и график, народный артист СССР, гор. Ленинград | 28.08.1986      | [ ГС 37 ]  |
| 40         | Мойдунов Жумакадыр                 | род. 1938               | Звеньевой совхоза «Яссы» Узгенского района Ошской области | 10.05.1988      | [ ГС 38 ]  |
| 41         | Мойжримас Стасис Адомович          | 1906 — ????             | Бригадир каменщиков Каунасского строительного треста Министерства строительства Литовской ССР | 09.08.1958      |            |
| 42         | Мойса Мария Семёновна              | род. 1923               | Звеньевая колхоза имени Шевченко Заболотовского района Станиславской области | 26.02.1958      |            |
| 43         | Мокат Александр Михайлович         | 05.01.1939 — 27.07.1984 | Тракторист колхоза имени Царюка Кореличского района Гродненской области | 12.12.1973      | [ ГС 39 ]  |
| 44         | Мокеев Николай Николаевич          | 01.05.1926 — 12.06.2001 | Директор Муромского завода радиоизмерительных приборов Министерства радиопромышленности СССР, Владимирская область | 07.08.1986      | [ ГС 40 ]  |
| 45         | Мокий Елена Михайловна             | 07.03.1940 — 11.12.1991 | Звеньевая Бучачского совхоза-техникума Бучачского района Тернопольской области | 24.12.1976      | [ ГС 41 ]  |
| 46         | Мокин Пётр Степанович              | 09.07.1911 — 25.11.1993 | Старший машинист паровозного депо Волховстрой Кировской железной дороги, Ленинградская область | 01.08.1959      | [ ГС 42 ]  |
| 47         | Мокия Григорий Моисеевич           | 1909 — ????             | Бригадир колхоза имени Чарквиани Кончкатского сельсовета Махарадзевского района Грузинской ССР | 29.08.1949      | [ ГС 43 ]  |
| 48         | Мокляк Николай Иванович            | 15.06.1915 — 23.02.1985 | Бригадир полеводческой бригады свиноводческого совхоза «Червоный степ» Министерства совхозов СССР, Харьковская область | 13.03.1948      | [ ГС 44 ]  |
| 49         | Моклякова Феня Тихоновна           | 1905 — ????             | Звеньевая колхоза «Сталинская Конституция» Алексеевского района Харьковской области | 07.05.1948      | [ ГС 45 ]  |
| 50         | Мокшин Александр Фёдорович         | 07.01.1927 — 10.07.1996 | Старший оператор Рязанского нефтеперерабатывающего завода Министерства нефтеперерабатывающей и нефтехимической промышленности СССР                                                                                        | 20.04.1971      | [ ГС 46 ]  |
| 51         | Мокшин Иван Корнеевич              | 20.04.1925 — 11.08.1986 | Бригадир колхоза «Красный Октябрь» Лево-Россошанского района Воронежской области | 18.01.1948      | [ ГС 47 ]  |
| 52         | Мокшина Евдокия Ефимовна           | 07.05.1928 — 1978       | Звеньевая колхоза «Красный Октябрь» Лево-Россошанского района Воронежской области | 18.01.1948      | [ ГС 48 ]  |
| 53         | Мокшина Татьяна Дорофеевна         | 1925 — 09.1973          | Звеньевая колхоза «Красный Октябрь» Лево-Россошанского района Воронежской области | 18.01.1948      | [ ГС 49 ]  |
| 54         | Молдагожин Омар                    | 1908 — ????             | Председатель сельхозартели имени Ворошилова Андреевского района Талды-Курганской области | 11.01.1957      | [ ГС 50 ]  |
| 55         | Молданиязов Жиенгазы               | 1902—1974               | Старший чабан колхоза «Жанатан» Байганинского района Актюбинской области | 23.07.1948      | [ ГС 51 ]  |
| 56         | Молдасанов Жолсеит                 | 12.06.1930 — 07.07.2015 | Старший чабан совхоза «Каркаринский» Кегенского района Алма-Атинской области | 06.09.1973      | [ ГС 52 ]  |
| 57         | Молдобасанов Калый Молдобасанович  | 28.09.1929 — 29.05.2006 | Заведующий кафедрой Киргизского государственного института искусств имени Б. Бейшеналиевой, народный артист СССР, гор. Бишкек                                                                                             | 28.11.1991      | [ ГС 53 ]  |
| 58         | Молдованов Дмитрий Давыдович       | 25.12.1912 — 26.11.1990 | Главный механик теплохода «Русь» Дальневосточного морского пароходства Министерства морского флота СССР, гор. Владивосток Приморского края                                                                                | 29.07.1966      | [ ГС 54 ]  |
| 59         | Моллаева Керимат Магама кызы       | 01.06.1920 — ????       | Звеньевая колхоза имени Низами Белоканского района Азербайджанской ССР | 01.07.1949      |            |
| 60         | Моллачуева Хавва Иса кызы          | 10.09.1900 — ????       | Звеньевая колхоза имени Низами Белоканского района Азербайджанской ССР | 01.07.1949      |            |
| 61         | Молодец Иван Николаевич            | 09.05.1938 — 14.07.2012 | Горнорабочий очистного забоя Марганецкого горно-обогатительного комбината имени 60-летия Советской Украины Министерства чёрной металлургии Украинской ССР, Днепропетровская область                                       | 29.04.1986      | [ ГС 55 ]  |
| 62         | Молодцов Василий Александрович     | 1909 — ????             | Старший производитель работ Славянского монтажного участка треста «Теплоэнергомонтаж» Министерства энергетики и электрификации Украинской ССР, Харьковская область                                                        | 04.10.1966      |            |
| 63         | Молодцов Николай Иванович          | 1924—1987               | Правщик Ковровского механического завода Министерства оборонной промышленности СССР, Владимирская область | 26.04.1971      | [ ГС 56 ]  |
| 64         | Молодцова Мария Васильевна         | 24.09.1927 — 1982       | Вязальщица трикотажно-чулочной фабрики «Красное знамя» Министерства лёгкой промышленности РСФСР, гор. Ленинград | 09.06.1966      | [ ГС 57 ]  |
| 65         | Молодченко Николай Романович       | 26.05.1927 — 07.08.2001 | Бригадир слесарей-монтажников завода «Ленинская кузница» Министерства судостроительной промышленности СССР, гор. Киев | 25.07.1966      | [ ГС 58 ]  |
| 66         | Молозин Виктор Васильевич          | род. 04.08.1935         | Бригадир монтёров пути строительно-монтажного поезда № 522 управления строительства «Тюменстройпуть» Министерства транспортного строительства СССР, Тюменская область                                                     | 12.05.1977      | [ ГС 59 ]  |
| 67         | Молозина Зинаида Мелентьевна       | 10.10.1922 — 12.03.1999 | Трактористка колхоза имени Ильича Нижнедевицкого района Воронежской области | 08.04.1971      | [ ГС 60 ]  |
| 68         | Молостовская Галина Фоминична      | 09.12.1921 — 18.06.1976 | Обрезчица экспериментально-производственного завода «Красный Октябрь» Министерства лесной и деревообрабатывающей промышленности СССР, гор. Архангельск                                                                    | 07.05.1971      | [ ГС 61 ]  |
| 69         | Молотов Вячеслав Михайлович        | 09.03.1890 — 08.11.1986 | Народный комиссар иностранных дел СССР, заместитель Председателя Государственного комитета обороны, член Политбюро ЦК ВКП(б), гор. Москва                                                                                 | 30.09.1943      | [ ГС 62 ]  |
| 70         | Молоток Пётр Филиппович            | 01.12.1939 — 02.10.2017 | Звеньевой совхоза «Ударный» Углегорского района Сахалинской области | 23.12.1976      | [ ГС 63 ]  |
| 71         | Молчанов Дмитрий Яковлевич         | 04.10.1929 — 03.05.2009 | Старший чабан совхоза «Айгурский» Апанасенковского района Ставропольского края | 08.04.1971      | [ ГС 64 ]  |
| 72         | Молчанов Леонид Николаевич         | 09.03.1932 — 22.07.2009 | Машинист крана треста «Мосэлектротягстрой» Министерства транспортного строительства СССР, Московская область | 05.08.1961      | [ ГС 65 ]  |
| 73         | Молчанов Михаил Васильевич         | 18.11.1926 — 20.03.2018 | Электромонтёр Тарского эксплуатационно-технического узла связи Министерства связи РСФСР, Омская область | 02.04.1981      | [ ГС 66 ]  |
| 74         | Молчанов Михаил Иванович           | 05.09.1908 — 11.07.1988 | Бригадир тракторной бригады Раздорской МТС Синельниковского района Днепропетровской области | 13.05.1948      | [ ГС 67 ]  |
| 75         | Молчанов Николай Семёнович         | 20.05.1899 — 28.01.1972 | Главный терапевт Министерства обороны СССР, генерал-лейтенант медицинской службы, гор. Ленинград | 23.05.1969      | [ ГС 68 ]  |
| 76         | Молчанов Тимофей Митрофанович      | 01.01.1908 — 1974       | Комбайнёр Злодейской МТС Кагальницкого района Ростовской области | 09.06.1951      | [ ГС 69 ]  |
| 77         | Молчанова Клавдия Дмитриевна       | 1916 — ????             | Звеньевая колхоза «НКВД» Октябрьского района Сталинабадской области | 01.03.1948      |            |
| 78         | Молчанова Мария Гавриловна         | 1911 — ????             | Звеньевая отделения № 2 зернового совхоза имени Вильямса Министерства совхозов СССР, Кагальницкий район Ростовской области                                                                                                | 05.03.1949      | [ ГС 70 ]  |
| 79         | Молько Константин Ефимович         | 1910 — ????             | Комбайнёр Старо-Минской МТС Старо-Минского района Краснодарского края | 31.10.1957      | [ ГС 71 ]  |
| 80         | Момбеков Юсуп                      | 26.10.1926 — 14.09.1983 | Председатель колхоза имени Калинина Ленинского района Ошской области | 10.12.1973      | [ ГС 72 ]  |
| 81         | Моминов Ибрагим                    | 1928 — ????             | Бригадир колхоза имени XX съезда КПСС Чарджоуского района Чарджоуской области | 16.03.1981      | [ ГС 73 ]  |
| 82         | Момот Евдокия Ивановна             | род. 09.03.1922         | Трактористка колхоза «Дружба» Кролевецкого района Сумской области | 08.04.1971      |            |
| 83         | Момот Николай Ефимович             | 26.08.1928 — 16.03.1997 | Начальник Главмурманскстроя Министерства строительства предприятий тяжёлой индустрии СССР, Мурманская область | 04.06.1985      | [ ГС 74 ]  |
| 84         | Момот Степан Дмитриевич            | 03.09.1920 — 18.06.2007 | Первый секретарь Омского райкома КПСС, Омская область | 17.07.1986      | [ ГС 75 ]  |
| 85         | Монахова Александра Никитична      | 24.03.1914 — 23.08.1999 | Директор государственного племенного завода «Коммунарка» Ленинского района Московской области | 08.04.1971      | [ ГС 76 ]  |
| 86         | Монаша Мария Антоновна             | род. 1945               | Доярка колхоза «Заря коммунизма» Новоархангельского района Кировоградской области | 05.12.1985      | [ ГС 77 ]  |
| 87         | Монгуш Чола Допур-оолович          | 01.05.1918 — 1989       | Чабан совхоза «Чира-Бажы» Дзун-Хемчикского района Тувинской АССР | 22.03.1966      | [ ГС 78 ]  |
| 88         | Монина Мария Дмитриевна            | 30.03.1899 — 12.04.1971 | Звеньевая колхоза имени 3-й пятилетки Ухтомского района Московской области | 18.09.1950      | [ ГС 79 ]  |
| 89         | Монтаева Каракыз                   | 1904 — 25.12.1988       | Старший чабан совхоза «Сыр-Дарья» Сарыагачского района Чимкентской области | 22.03.1966      | [ ГС 80 ]  |
| 90         | Мону Ольга Онисимовна              | 1925 — ????             | Бригадир рабочих Оргеевского табачно-ферментационного завода Министерства пищевой промышленности Молдавской ССР | 17.01.1974      |            |
| 91         | Монченко Илья Фёдорович            | 31.12.1920 — 1989       | Бригадир шахтопроходчиков шахты № 2 Капитальная треста «Кузнецкшахтострой» Министерства строительства топливных предприятий СССР, Кемеровская область                                                                     | 28.08.1948      | [ ГС 81 ]  |
| 92         | Монятовский Валерий Николаевич     | 24.06.1945 — 27.09.1997 | Токарь Киевского завода торгового машиностроения производственного объединения торгового машиностроения Министерства машиностроения для лёгкой и пищевой промышленности и бытовых приборов СССР                           | 11.09.1985      | [ ГС 82 ]  |
| 93         | Морарь Андрей Викторович           | 1900—1959               | Звеньевой колхоза имени Котовского Резинского района Молдавской ССР | 09.06.1950      |            |
| 94         | Моргацкий Евгений Ефимович         | 18.02.1895 — 27.10.1984 | Заведующий отделом агротехники Первомайской свекловичной опытно-селекционной станции Всесоюзного научно-исследовательского института сахарной свёклы, гор. Гулькевичи Краснодарского края                                 | 31.12.1965      | [ ГС 83 ]  |
| 95         | Моргачёва Мария Ивановна           | 23.02.1922 — 06.01.1995 | Телятница совхоза «Богородский» Богородского района Горьковской области | 22.03.1966      | [ ГС 84 ]  |
| 96         | Моргун Борис Макарович             | 07.01.1923 — 09.12.1970 | Капитан-директор китобойной флотилии «Слава», Одесская область | 12.12.1960      | [ ГС 85 ]  |
| 97         | Моргун Варвара Кондратьевна        | 1920 — ????             | Звеньевая колхоза имени Андреева Виньковецкого района Каменец-Подольской области | 16.02.1948      | [ ГС 86 ]  |
| 98         | Моргун Николай Григорьевич         | 25.06.1925 — 03.04.2003 | Мастер Днепродзержинского химического комбината Министерства химической промышленности СССР, Днепропетровская область | 28.05.1966      | [ ГС 87 ]  |
| 99         | Моргун Фёдор Трофимович            | 12.05.1924 — 07.07.2008 | Первый секретарь Полтавского обкома Компартии Украины | 24.12.1976      | [ ГС 88 ]  |
| 100        | Моргунов Григорий Иванович         | 02.10.1915 — 05.05.1998 | Комбайнёр Майкопской МТС Адыгейской автономной области | 17.07.1951      | [ ГС 89 ]  |
| 101        | Моргунов Михаил Авдеевич           | 04.11.1908 — 07.05.1999 | Заведующий коневодством колхоза «Красные фронтовики» Ремонтненского района Ростовской области | 13.08.1949      | [ ГС 90 ]  |
| 102        | Моргунов Николай Николаевич        | 14.11.1930 — 19.07.1997 | Старший чабан колхоза «Заветы Ильича» Ремонтненского района Ростовской области | 08.04.1971      | [ ГС 91 ]  |
| 103        | Морданов Евгений Петрович          | 19.12.1927 — 21.02.1998 | Токарь Ивановского механического завода Министерства энергетики и электрификации СССР | 31.03.1981      | [ ГС 92 ]  |
| 104        | Мордасова Мария Николаевна         | 14.02.1915 — 25.09.1997 | Руководитель частушечной группы Воронежского русского народного хора, народная артистка СССР | 07.09.1987      | [ ГС 93 ]  |
| 105        | Мордвинцев Пётр Иванович           | 1927 — 06.10.1999       | Машинист вращающихся печей Себряковского цементного завода Нижне-Волжского совнархоза, гор. Михайловка Волгоградской области                                                                                              | 08.07.1963      | [ ГС 94 ]  |
| 106        | Мордовцев Григорий Алексеевич      | 27.04.1929 — 21.08.2014 | Бригадир проходчиков горных выработок шахты имени И. В. Чеснокова треста «Кадиевуголь» комбината «Луганскуголь» Министерства угольной промышленности Украинской ССР, Луганская область                                    | 29.06.1966      | [ ГС 95 ]  |
| 107        | Мордяк Алексей Пантелеймонович     | 1910 — ????             | Комбайнёр Восточной МТС Ленинградского района Краснодарского края | 20.05.1952      | [ ГС 96 ]  |
| 108        | Морев Василий Гаврилович           | 15.01.1914 — 19.11.1997 | Комбайнёр совхоза пищепромкомбината имени Сталина Министерства пищевой промышленности СССР, Ново-Кубанский район Краснодарского края                                                                                      | 06.06.1952      | [ ГС 97 ]  |
| 109        | Морженков Владимир Павлович        | 28.08.1927 — 10.07.2005 | Аппаратчик Новомосковского анилинокрасочного завода Министерства химической промышленности СССР, Тульская область | 20.04.1971      | [ ГС 98 ]  |
| 110        | Мормуль Анна Андреевна             | 1911 — ????             | Звеньевая колхоза имени Тельмана Тельмановского района Сталинской области | 02.06.1950      | [ ГС 99 ]  |
| 111        | Морнев Николай Андреевич           | 10.1925 — 1989          | Электролизник Новокузнецкого алюминиевого завода Министерства цветной металлургии СССР, Кемеровская область | 20.05.1966      | [ ГС 100 ] |
| 112        | Морогов Анатолий Дмитриевич        | 13.10.1929 — 02.03.1984 | Сталевар Нижне-Тагильского металлургического комбината Свердловского совнархоза | 28.05.1960      | [ ГС 101 ] |
| 113        | Мороз Андрей Калинович             | 1910 — 02.03.1992       | Комбайнёр Урало-Илекской МТС Илекского района Чкаловской области | 11.01.1957      | [ ГС 102 ] |
| 114        | Мороз Василий Андреевич            | 12.10.1937 — 11.01.2019 | Главный зоотехник колхоза-племзавода имени Ленина Апанасенковского района Ставропольского края | 22.06.1983      | [ ГС 103 ] |
| 115        | Мороз Дмитрий Фёдорович            | 1905—1992               | Бригадир комплексной бригады треста «Киевжилстрой» Главкиевстроя, гор. Киев | 09.08.1958      |            |
| 116        | Мороз Иван Фёдорович               | 1904 — ????             | Бригадир тракторной бригады колхоза имени Сталина Селидовского района Сталинской области | 16.02.1948      | [ ГС 104 ] |
| 117        | Мороз Мария Фёдоровна              | 25.12.1925 — 16.12.1996 | Сверловщица цеха шасси Челябинского тракторного завода Челябинского совнархоза | 07.03.1960      | [ ГС 105 ] |
| 118        | Мороз Матрёна Васильевна           | 1906 — ????             | Звеньевая Первомайского свеклосовхоза Министерства пищевой промышленности СССР, Сумская область | 12.09.1949      |            |
| 119        | Мороз Михаил Александрович         | 11.11.1905 — 02.1965    | Звеньевой зернового совхоза «Учебно-опытный» Министерства совхозов СССР, Мечётинский район Ростовской области | 05.03.1949      | [ ГС 106 ] |
| 120        | Мороз Нина Павловна                | 18.11.1930 — 16.02.2009 | Звеньевая колхоза имени Жданова Лубенского района Полтавской области | 22.12.1977      | [ ГС 107 ] |
| 121        | Мороз Сидор Митрофанович           | 24.12.1899 — 28.06.1973 | Бригадир виноградарского совхоза имени Низами Министерства пищевой промышленности СССР, Азербайджанская ССР | 04.09.1950      |            |
| 122        | Мороз Станислав Арсентьевич        | 06.01.1938 — 08.05.1989 | Звеньевой механизированного звена птицефабрики «Широковская» Широковского района Днепропетровской области | 08.04.1971      | [ ГС 108 ] |
| 123        | Мороз Татьяна Андреевна            | 1911—1974               | Звеньевая колхоза «Путь к коммунизму» Верхне-Баканского района Краснодарского края | 24.08.1951      | [ ГС 109 ] |
| 124        | Мороз Трифон Денисович             | 1903—1972               | Комбайнёр Ново-Ясенской МТС Старо-Минского района Краснодарского края | 28.05.1952      | [ ГС 110 ] |
| 125        | Морозов Александр Константинович   | 25.05.1920 — 26.07.1997 | Слесарь Смоленского строительного управления № 5 Московской железной дороги, Смоленская область | 04.05.1971      | [ ГС 111 ] |
| 126        | Морозов Александр Максимович       | 10.04.1923 — 26.04.2003 | Первый секретарь Ставропольского райкома КПСС, Куйбышевская область | 23.06.1966      | [ ГС 112 ] |
| 127        | Морозов Александр Николаевич       | 25.08.1925 — ????       | Фрезеровщик Ленинградского электромашиностроительного завода «Электросила» имени С. М. Кирова Министерства электротехнической промышленности СССР                                                                         | 20.04.1971      | [ ГС 113 ] |
| 128        | Морозов Василий Михайлович         | 28.02.1910 — 10.10.1988 | Начальник доменного цеха Металлургического комбината имени А. К. Серова Свердловского совнархоза | 19.07.1958      | [ ГС 114 ] |
| 129        | Морозов Владимир Иванович          | 29.05.1929 — 21.11.1998 | Слесарь-сборщик завода экспериментального машиностроения научно-производственного объединения «Энергия» Министерства общего машиностроения СССР, Московская область                                                       | 15.01.1976      | [ ГС 115 ] |
| 130        | Морозов Иван Васильевич            | 21.09.1926 — 26.08.2021 | Токарь Ленинградского металлического завода имени XXII съезда КПСС Министерства тяжёлого, энергетического и транспортного машиностроения СССР                                                                             | 09.07.1966      | [ ГС 116 ] |
| 131        | Морозов Иван Кузьмич               | 1887—1983               | Бригадир колхоза «Путь к социализму» Ровеньковского района Ворошиловградской области | 19.04.1949      | [ ГС 117 ] |
| 132        | Морозов Иван Семёнович             | 12.04.1901 — 21.10.1962 | Председатель колхоза имени 12-й годовщины Октября Ухтомского района Московской области | 25.09.1948      | [ ГС 118 ] |
| 133        | Морозов Иван Сергеевич             | 09.01.1919 — ????       | Зуборез Государственного завода «Большевик» Ленинградского совнархоза | 21.05.1963      | [ ГС 119 ] |
| 134        | Морозов Михаил Васильевич          | 20.09.1913 — 31.05.1999 | Управляющий трестом «Антрацит» комбината «Донбассантрацит» Министерства угольной промышленности Украинской ССР, Луганская область                                                                                         | 29.06.1966      | [ ГС 120 ] |
| 135        | Морозов Михаил Сергеевич           | 27.05.1922 — 07.12.2004 | Звеньевой колхоза имени Кирова Колышлейского района Пензенской области | 30.04.1966      | [ ГС 121 ] |
| 136        | Морозов Николай Ефимович           | 03.12.1929 — 05.03.2012 | Первый секретарь Урджарского райкома Компартии Казахстана, Семипалатинская область | 22.03.1966      | [ ГС 122 ] |
| 137        | Морозов Павел Игнатьевич           | 1906 — ????             | Комбайнёр Высокопольской МТС Высокопольского уезда Херсонской области | 30.04.1949      | [ ГС 123 ] |
| 138        | Морозова Анастасия Егоровна        | 15.02.1913 — 09.10.2010 | Доярка племенного завода «Реконструктор» Толочинского района Витебской области | 22.03.1966      | [ ГС 124 ] |
| 139        | Морозова Анна Петровна             | 19.09.1930 — 02.11.1987 | Вязальщица Харьковского производственного объединения трикотажных предприятий Министерства лёгкой промышленности Украинской ССР                                                                                           | 31.12.1973      | [ ГС 125 ] |
| 140        | Морозова Екатерина Александровна<  | 06.12.1914 — 21.05.1994 | Доярка колхоза имени Димитрова Холмогорского района Архангельской области | 17.06.1949      | [ ГС 126 ] |
| 141        | Морозова Клавдия Федотовна         | 27.10.1927 — 05.10.2016 | Фрезеровщица Уральского турбомоторного завода имени К. Е. Ворошилова Министерства тяжёлого, энергетического и транспортного машиностроения СССР, Свердловская область                                                     | 05.04.1971      | [ ГС 127 ] |
| 142        | Морозова Нина Павловна             | 21.05.1933 — 02.01.2022 | Бригадир маляров треста «Мосотделстрой» № 4 Главмосстроя Мосгорисполкома, гор. Москва | 07.05.1971      | [ ГС 128 ] |
| 143        | Морозова Нина Прокофьевна          | 1919 — ????             | Свинарка колхоза имени Шевченко Акимовского района Запорожской области | 22.03.1966      | [ ГС 129 ] |
| 144        | Морозова Раиса Кирилловна          | 25.07.1938 — 19.03.2024 | Вязальщица фабрики оренбургских пуховых платков имени 60-летия Союза ССР Министерства местной промышленности РСФСР, гор. Оренбург                                                                                         | 04.08.1986      | [ ГС 130 ] |
| 145        | Морозова Татьяна Ионовна           | 14.01.1937 — 21.12.2017 | Доярка колхоза «Ленинский путь» Волосовского района Ленинградской области | 22.03.1966      | [ ГС 131 ] |
| 146        | Морсина Мария Павловна             | 12.01.1917 — ????       | Доярка племенного завода «Мелитопольский» Мелитопольского района Запорожской области | 22.03.1966      | [ ГС 132 ] |
| 147        | Морушенко Василий Тимофеевич       | 26.03.1926 — 03.06.2004 | Тракторист-машинист колхоза «Заря» Славгородского района Могилёвской области | 10.02.1975      | [ ГС 133 ] |
| 147.000002 | Моршна Мария Ивановна              | 1919 — ????             | Звеньевая виноградарского совхоза «Жовтнева хвиля» Министерства пищевой промышленности СССР, гор. Осипенко Запорожской области                                                                                            | 05.10.1949      |            |
| 148        | Моряков Евгений Николаевич         | 11.10.1932 — 1998       | Токарь Ленинградского завода строительных машин Министерства строительного, дорожного и коммунального машиностроения СССР                                                                                                 | 03.01.1974      | [ ГС 134 ] |
| 149        | Мосенцева Мария Наумовна           | 1915 — ????             | Звеньевая Ленинского свеклосовхоза Министерства пищевой промышленности СССР, Кегичёвский район Харьковской области | 29.08.1949      |            |
| 150        | Мосиенко Николай Александрович     | 25.12.1922 — 1982       | Комбайнёр Энбекшильдерской МТС Кокчетавской области | 11.01.1957      | [ ГС 135 ] |
| 150.000003 | Мосина Варвара Мироновна           | 1923—2008               | Звеньевая семеноводческого колхоза имени Будённого Золотухинского района Курской области | 25.09.1948      | [ ГС 136 ] |
| 150.000004 | Мосина Мария Ивановна              | 10.09.1931 — 25.09.2024 | Доярка колхоза имени Горького Болховского района Орловской области | 22.03.1966      | [ ГС 137 ] |
| 151        | Москалёв Дмитрий Никандрович       | 1929 — ????             | Проходчик шахты Кузнецкого металлургического комбината имени В. И. Ленина Министерства чёрной металлургии СССР, Кемеровская область                                                                                       | 30.03.1971      | [ ГС 138 ] |
| 152        | Москалёва Ефросинья Андреевна      | 08.11.1913 — 28.02.1973 | Доярка совхоза «Рудавский» Обоянского района Курской области | 22.03.1966      | [ ГС 139 ] |
| 153        | Москаленко Николай Пантелеевич     | 11.12.1918 — 1990       | Комбайнёр МТС имени Кочубея Выселковского района Краснодарского края | 27.06.1952      | [ ГС 140 ] |
| 154        | Москаленко Яков Максимович         | 28.08.1927 — 09.09.2003 | Бригадир проходчиков горных выработок шахты «Черноморка» комбината «Первомайскуголь» Министерства угольной промышленности Украинской ССР, Ворошиловградская область                                                       | 30.03.1971      | [ ГС 141 ] |
| 155        | Москалу Нина Андрееввна            | 1928—1981               | Звеньевая механизированного звена колхоза имени Суворова Сорокского района Молдавской ССР | 08.04.1971      | [ ГС 142 ] |
| 155.000005 | Москвина Екатерина Петровна        | 14.04.1927 — 27.03.2006 | Рабочая Ингирского совхоза имени Берия Министерства сельского хозяйства СССР, Зугдидский район Грузинской ССР | 05.07.1949      | [ ГС 143 ] |
| 156        | Московская Галина Михайловна       | 26.04.1916 — 05.07.1975 | Заведующая лабораторией Ленинградского объединения электронного приборостроения «Светлана» Министерства электронной промышленности СССР                                                                                   | 29.01.1966      | [ ГС 144 ] |
| 157        | Мосолов Михаил Герасимович         | 16.11.1918 — 06.11.2010 | Машинист-инструктор участка локомотивного хозяйства Московско-Окружной железной дороги, гор. Москва | 01.08.1959      | [ ГС 145 ] |
| 158        | Мосолов Михаил Иванович            | 14.10.1930 — 30.01.2003 | Бригадир комплексной бригады колхоза «Прогресс» Льговского района Курской области | 08.04.1971      | [ ГС 146 ] |
| 159        | Моссаковский Владимир Иванович     | 27.08.1919 — 13.07.2006 | Ректор Днепропетровского государственного университета, академик Академии наук Украинской ССР | 05.08.1982      | [ ГС 147 ] |
| 160        | Мостепанов Павел Дмитриевич        | 16.06.1921 — 04.10.2010 | Директор совхоза «Начало» Россошанского района Воронежской области | 22.03.1966      | [ ГС 148 ] |
| 161        | Мостипан Федора Фёдоровна          | 1910 — ????             | Звеньевая Первомайского свеклосовхоза Министерства пищевой промышленности СССР, Бурынский район Сумской области | 30.04.1948      |            |
| 162        | Мостовая Анна Карповна             | 20.10.1925 — 11.11.2018 | Отделочница Владивостокской мебельной фабрики Министерства лесной и деревообрабатывающей промышленности СССР, Приморский край                                                                                             | 08.01.1974      | [ ГС 149 ] |
| 163        | Мостовой Иван Иванович             | 15.05.1929 — 21.05.2012 | Бригадир забойщиков рудоуправления имени 40-летия Октября треста «Никопольмарганец» Министерства чёрной металлургии Украинской ССР, Днепропетровская область                                                              | 22.03.1966      | [ ГС 150 ] |
| 164        | Мостюков Ильдус Шайхульисламович   | 06.03.1928 — 06.07.2024 | Директор Казанского научно-исследовательского электрофизического института Министерства радиопромышленности СССР, Татарская АССР                                                                                          | 02.07.1980      | [ ГС 151 ] |
| 165        | Мосунова Евдокия Петровна          | 14.04.1919 — 24.04.1997 | Трактористка колхоза «Совет» Новоторъяльского района Марийской АССР | 08.04.1971      | [ ГС 152 ] |
| 166        | Мосягин Александр Степанович       | 12.06.1918 — 09.09.1979 | Комбайнёр Энбекши-Казахской МТС Алма-Атинской области | 11.01.1957      | [ ГС 153 ] |
| 167        | Мосягин Анатолий Михайлович        | 30.06.1926 — 21.03.2018 | Старший варщик Балахнинского целлюлозно-бумажного комбината имени Ф. Э. Дзержинского Горьковского совнархоза | 29.06.1961      | [ ГС 154 ] |
| 168        | Мосягина Раиса Андреевна           | 20.03.1936 — 20.02.2022 | Мастер Научно-производственного объединения имени С. М. Кирова Министерства машиностроения СССР, гор. Пермь | 08.09.1975      | [ ГС 155 ] |
| 169        | Мотель Ефросиния Денисовна         | 19.01.1913 — 26.11.1994 | Звеньевая колхоза «Третий выришальный» Крыжопольского района Винницкой области | 31.12.1965      | [ ГС 156 ] |
| 170        | Мотеюнене Зузана Антоновна         | 1923 — ????             | Звеньевая по выращиванию кукурузы колхоза «Алёнис» Ширвинтского района Литовской ССР | 07.03.1960      |            |
| 171        | Мотин Николай Фёдорович            | 1922 — ????             | Звеньевой колхоза имени Ворошилова Нижне-Чирчикского района Ташкентской области | 17.07.1951      |            |
| 172        | Мотова Нина Михайловна             | род. 31.08.1939         | Шлифовщица Первого государственного подшипникового завода производственного объединения ГПЗ-1 Министерства автомобильной промышленности СССР, гор. Москва                                                                 | 16.01.1981      | [ ГС 157 ] |
| 173        | Моторкина Александра Дмитриевна    | 22.04.1928 — 08.12.1997 | Телятница совхоза «Сычёвский» Свободненского района Амурской области | 08.04.1971      | [ ГС 158 ] |
| 174        | Моторный Александр Родионович      | 1909 — ????             | Председатель колхоза имени Кирова Глубоковского района Восточно-Казахстанской области | 30.04.1966      | [ ГС 159 ] |
| 175        | Моторный Василий Иванович          | род. 28.08.1935         | Бригадир тракторной бригады колхоза «Зоря комунизму» Новоархангельского района Кировоградской области | 08.04.1971      |            |
| 176        | Моторный Иван Сергеевич            | 27.11.1927 — 30.10.2021 | Слесарь-приборист Ангарского электролизного химического комбината Министерства среднего машиностроения СССР, Иркутская область                                                                                            | 29.07.1966      | [ ГС 160 ] |
| 177        | Мотренко Раиса Ивановна            | 02.04.1929 — 14.05.2024 | Электросварщица Камышбурунского железорудного комбината Крымского совнархоза, гор. Керчь | 07.03.1960      | [ ГС 161 ] |
| 178        | Мотрук Пётр Константинович         | 17.02.1905 — 09.11.1990 | Звеньевой колхоза «800-риччя Москвы» Залещицкого района Тернопольской области | 23.06.1966      |            |
| 179        | Мотько Василий Александрович       | 21.01.1919 — 16.01.1973 | Комбайнёр Ново-Деревянковской МТС Каневского района Краснодарского края | 28.05.1952      | [ ГС 162 ] |
| 180        | Мох Григорий Иванович              | 08.03.1909 — 1989       | Бригадир колхоза «Пятилетка в 4 года» Тюпского района Иссык-Кульской области | 06.04.1951      | [ ГС 163 ] |
| 181        | Мохнач Александр Михайлович        | 21.09.1931 — 25.07.2018 | Токарь Новосибирского электровозоремонтного завода Министерства путей сообщения СССР | 02.04.1981      | [ ГС 164 ] |
| 182        | Мохов Александр Иванович           | 26.06.1908 — 14.01.1982 | Бортмеханик Московской авиагруппы особого назначения Управления полярной авиации Главного управления Северного морского пути при Совете Министров СССР                                                                    | 06.12.1949      | [ ГС 165 ] |
| 183        | Мохов Геннадий Иванович            | 1927 — 07.1992          | Бригадир комплексной бригады управления «Заводстрой» треста «Череповецметаллургстрой», гор. Череповец Вологодской области                                                                                                 | 11.08.1966      | [ ГС 166 ] |
| 184        | Мохова Мария Егоровна              | 21.11.1940 — 03.09.2013 | Доярка колхоза «50 лет Октября» Липецкого района Липецкой области | 10.02.1975      | [ ГС 167 ] |
| 185        | Моховиков Василий Васильевич       | 23.08.1929 — 07.08.1999 | Машинист горного комбайна шахты № 21 комбината «Тулауголь» Министерства угольной промышленности СССР, Тульская область | 30.03.1971      | [ ГС 168 ] |
| 186        | Мохорева Зинаида Дмитриевна        | 02.11.1942 — 27.02.1997 | Доярка совхоза «Брилёво» Гомельского района Гомельской области | 14.12.1984      | [ ГС 169 ] |
| 187        | Мохортов Константин Владимирович   | 01.10.1913 — 31.01.1989 | Начальник главного управления по строительству Байкало-Амурской железнодорожной магистрали — заместитель министра транспортного строительства СССР, Амурская область                                                      | 25.10.1984      | [ ГС 170 ] |
| 188        | Мохунов Георгий Александрович      | 26.04.1928 — 08.04.2023 | Первый секретарь Бузулукского горкома КПСС, Оренбургская область | 23.12.1976      | [ ГС 171 ] |
| 189        | Моцак Григорий Иванович            | 06.06.1928 — 02.08.2002 | Бригадир горнорабочих очистного забоя шахты № 3 «Дарьевская» комбината «Донбассантрацит» Министерства угольной промышленности Украинской ССР, Ворошиловградская область                                                   | 30.03.1971      | [ ГС 172 ] |
| 190        | Моцкобили Тунтула Хусаиновна       | 1926—1997               | Колхозница колхоза имени Сталина Хуцубанского сельсовета Кобулетского района Аджарской АССР | 29.08.1949      | [ ГС 173 ] |
| 191        | Мочалов Николай Михайлович         | 18.03.1937 — 01.12.2016 | Заведующий производственным участком колхоза «Комсомолец» Александровского района Ставропольского края | 08.04.1971      | [ ГС 174 ] |
| 192        | Мочалов Павел Петрович             | 07.07.1909 — 16.01.1988 | Директор Куйбышевского металлургического завода имени В. И. Ленина Министерства авиационной промышленности СССР | 26.04.1971      | [ ГС 175 ] |
| 193        | Мочальников Николай Иванович       | 25.12.1925 — 15.06.2001 | Буровой мастер управления буровых работ № 2 объединения «Куйбышевнефть» Министерства нефтяной промышленности СССР, Куйбышевская область                                                                                   | 30.03.1971      | [ ГС 176 ] |
| 194        | Мочкош София Михайловна            | 06.12.1929 — ????       | Бригадир колхоза «XXII партсъезд» Мукачевского района Закарпатской области | 24.12.1976      | [ ГС 177 ] |
| 195        | Мошарова Екатерина Ивановна        | род. 13.12.1930         | Овцевод колхоза «Ленинский путь» Нолинского района Кировской области | 22.03.1966      | [ ГС 178 ] |
| 196        | Мошинец Владимир Гаврилович        | 01.08.1918 — 24.05.1982 | Начальник комбината «Сибметаллургстрой» Министерства строительства предприятий тяжёлой индустрии СССР, гор. Новокузнецк Кемеровской области                                                                               | 27.09.1974      | [ ГС 179 ] |
| 197        | Мошкин Вениамин Николаевич         | 06.10.1930 — 09.06.2000 | Сталевар Павлодарского тракторного завода имени В. И. Ленина Министерства тракторного и сельскохозяйственного машиностроения СССР                                                                                         | 03.01.1974      | [ ГС 180 ] |
| 198        | Мошков Виктор Константинович       | 05.02.1916 — 23.01.2000 | Директор Горьковского телевизионного завода имени В. И. Ленина Министерства радиопромышленности СССР | 29.07.1966      | [ ГС 181 ] |
| 199        | Мошков Михаил Фёдорович            | 06.06.1903 — 26.04.1983 | Директор Степной МТС Михайловского района Алтайского края | 04.03.1948      | [ ГС 182 ] |
| 200        | Мошников Константин Матвеевич      | 08.01.1924 — 23.09.2010 | Старший мастер по добыче рыбы промыслово-производственного рефрижератора «Заполярный» Мурманского тралового флота Министерства рыбного хозяйства СССР                                                                     | 26.04.1971      | [ ГС 183 ] |
| 201        | Мощенков Владимир Николаевич       | 15.08.1940 — 17.02.2024 | Бригадир слесарей Московского экспериментального завода древесностружечных плит и деталей Министерства лесной, целлюлозно-бумажной и деревообрабатывающей промышленности СССР, гор. Химки Московской области              | 19.03.1981      | [ ГС 184 ] |

| Навигационная таблица | Навигационная таблица |
| --------------------- | --------------------- |
| «М»                   | Маады — Макушев       |
| «М»                   | Малай — Манякин       |
| «М»                   | Мараев — Маяцкий      |
| «М»                   | Мгеладзе — Мжавия     |
| «М»                   | Мигаев — Мищихин      |
| «М»                   | Мкртычян — Мощенков   |
| «М»                   | Мравинский — Мячин    |